# Vladimir Těndrjakov
Vladimir Fjodorovič Těndrjakov (rusky Влади́мир Фёдорович Тендряко́в, 5. prosince 1923 Makarovskaja, Vologdská oblast – 3. srpna 1984 Moskva) byl ruský spisovatel, představitel psychologické linie v poválečné sovětské próze.
Bojoval jako dobrovolník ve velké vlastenecké válce, po zranění byl demobilizován, pracoval jako učitel a komsomolský funkcionář, v roce 1945 začal studovat VGIK a po roce přestoupil na Literární institut Maxima Gorkého, který dokončil v roce 1951. První povídka mu vyšla v roce 1947, během studií se stal dopisovatelem časopisu Ogoňok. V roce 1955 byl přijat do Svazu spisovatelů SSSR a v roce 1967 se stal členem jeho předsednictva.
V roce 1948 vstoupil do komunistické strany. Jeho manželkou byla novinářka Natalja Asmolovová.
Byl významným představitelem generace spojené s obdobím chruščovovského tání, jeho knihy se zabývaly individuálními osudy a etickými problémy. Ve své tvorbě zúročil zkušenosti s venkovským životem, popularitu získala díky kritickému pohledu na fungování kolchozů zejména kniha Tuhý uzel. V roce 1966 byl signatářem dopisu pětadvaceti intelektuálů odmítajících rehabilitaci J. V. Stalina. V období stagnace byly Těndrjakovovy knihy stále kritičtější vůči sovětskému systému, což vedlo k četným cenzurním zásahům; kniha Chléb pro psa, věnovaná obětem kultu osobnosti, mohla vyjít až po jeho smrti.
Podle jeho předlohy natočil maďarský režisér Péter Bacsó film Stalinova nevěsta.

## Knihy v češtině
- Tuhý uzel (1958)
- Čas nečeká (1961)
- Zázračná ikona (1961)
- Krátké spojení (1963)
- Cesta na jedno století (1972)
- Šedesát svící (1974)
- Bláznivé jaro (1976)
- Čisté vody Kitěže (1988)